# Maria Apollonio
Maria Apollonio   (Trieste, 13 de juny de 1919 - 1990) va ser una atleta italiana, especialista en curses de velocitat, que va competir durant la dècada de 1930.
En el seu palmarès destaca una medalla de bronze al Campionat d'Europa d'atletisme de 1938 en els relleus 4×100 metres. Formà equip amb Maria Alfero, Rosetta Cattaneo i Italia Lucchini.